# Stefano Casale
Stefano Casale (Potenza, 13 febbraio 1971) è un ex calciatore italiano, di ruolo centrocampista esterno.

## Carriera
La sua prima esperienza nel calcio professionistico risale alla stagione 1987-1988 con la maglia del Foggia, dove, dopo due stagioni da riserva (5 presenze complessive), si affaccia più regolarmente in prima squadra nella stagione 1989-1990 con 21 presenze, per poi venire relegato nuovamente fra i rincalzi nella stagione successiva, conclusa da pugliesi guidati da Zdeněk Zeman al primo posto. Dopo un'annata in Serie C1 a metà fra Siena e Salernitana torna in Serie B nell'annata 1992-1993 col Bologna a stagione in corso, ottenendo a fine stagione la retrocessione in Serie C1.
Casale passa quindi tre annate in Serie C1 con Nola, Siracusa e Sora. Dopo 8 reti con questa maglia viene prelevato dal Lecce neopromosso in Serie B.
Coi salentini ottiene due promozioni in massima serie nelle stagioni 1996-1997 e 1998-1999 (in particolare in occasione della seconda promozione andrà a segno 9 volte) e disputando un'annata in Serie A con 32 presenze e 4 reti all'attivo. Il suo esordio in Serie A avvenne il 31 agosto 1997, nel corso della prima giornata di campionato, contro la Juventus. Il suo primo gol (su rigore) in massima serie sancisce la prima storica vittoria dei giallorossi sul campo del Milan (19 ottobre 1997, Milan-Lecce 1-2).
Nell'estate 1999 si trasferisce a Genova, sponda blucerchiata, appena retrocessa in Serie B allenata da Gian Piero Ventura che l'aveva già avuto a Lecce. Nella seconda stagione in Liguria perde il posto da titolare collezionando 11 presenze.
Passa quindi alla Reggina con cui centra la terza promozione personale nella massima serie. Non seguirà tuttavia i calabresi in Serie A, passando al Cosenza, con cui disputerà 14 incontri nella stagione 2002-2003 conclusasi con la retrocessione.
Chiude la carriera nell'estate 2004 dopo un'annata al Taranto in Serie C1.
Ha disputato complessivamente 32 presenze e 4 reti in serie A (tutte col Lecce nella stagione 1997-1998, e 217 presenze con 25 reti in Serie B.
Nella stagione 2006-2007 ha avuto una breve esperienza come direttore generale del Cosenza in Serie D.

## Statistiche

### Presenze e reti nei club
| Stagione         | Squadra         | Campionato      | Campionato | Campionato | Coppe nazionali | Coppe nazionali | Coppe nazionali | Totale | Totale |
| Stagione         | Squadra         | Comp            | Pres       | Reti       | Comp            | Pres            | Reti            | Pres   | Reti   |
| ---------------- | --------------- | --------------- | ---------- | ---------- | --------------- | --------------- | --------------- | ------ | ------ |
| 1987-1988        | Foggia          | C1              | 3          | 2          | CIC             | ?               | ?               | 3+     | 2+     |
| 1988-1989        | Foggia          | C1              | 2          | 0          | CIC             | ?               | ?               | 2+     | 0+     |
| 1989-1990        | Foggia          | B               | 21         | 0          | CI              | ?               | ?               | 21+    | 0+     |
| 1990-1991        | Foggia          | B               | 7          | 1          | CI              | ?               | ?               | 7+     | 1+     |
| lug.-nov. 1991   | Siena           | C1              | 7          | 0          | CIC             | ?               | ?               | 7+     | 0+     |
| nov. 1991-1992   | Salernitana     | C1              | 21         | 3          | CIC             | ?               | ?               | 21+    | 3+     |
| lug. - nov. 1992 | Salernitana     | C1              | 9          | 0          | CIC             | ?               | ?               | 9+     | 0+     |
| 1992-1993        | Bologna         | B               | 21         | 1          | CI              | ?               | ?               | 21+    | 3+     |
| nov. 1993-1994   | Nola            | C1              | 20         | 6          | CIC             | ?               | ?               | 20+    | 6+     |
| lug.- nov. 1994  | Nola            | C1              | 0          | 0          | CIC             | 0               | 0               | 0      | 0      |
| nov. 1994-1995   | Siracusa        | C1              | 24         | 0          | CIC             | ?               | ?               | 24+    | 0+     |
| 1995-1996        | Sora            | C1              | 33         | 8          | CIC             | ?               | ?               | 33+    | 8+     |
| 1996-1997        | Lecce           | B               | 34         | 5          | CI              | ?               | ?               | 34+    | 5+     |
| 1997-1998        | Lecce           | A               | 32         | 4          | CI              | ?               | ?               | 32+    | 4+     |
| 1998-1999        | Lecce           | B               | 37         | 9          | CI              | ?               | ?               | 37+    | 9+     |
| 1999-2000        | Sampdoria       | B               | 38         | 4          | CI              | ?               | ?               | 38+    | 4+     |
| 2000-2001        | Sampdoria       | B               | 11         | 1          | CI              | ?               | ?               | 11+    | 1+     |
| 2001-2002        | Reggina         | B               | 34         | 1          | CI              | ?               | ?               | 34+    | 1+     |
| 2002-2003        | Cosenza         | B               | 14         | 3          | CI              | ?               | ?               | 14+    | 3+     |
| 2003-2004        | Taranto         | C1              | 8          | 0          | CIC             | ?               | ?               | 8+     | 0+     |
| Totale carriera  | Totale carriera | Totale carriera | 376        | 48         |                 | ?               | ?               | 376+   | 48+    |

## Palmarès

### Club

#### Competizioni nazionali
- Serie B: 1

Foggia: 1990-1991